# Montañas Jayawijaya
Las montañas Jayawijaya, antiguamente conocidos como la Cordillera Naranja, son la cadena montañosa oriental de los montes Maoke, en la región de las tierras altas centrales de la parte indonesia de Nueva Guinea. La cordillera se extiende 370 kilómetros al este de la cordillera Sudirman hasta las montañas Star. Su punto más alto es Puncak Mandala, a 4.760 metros. El río Baliem nace en la cordillera.
Entre sus habitantes se encuentran los ketengban.
En 1997, se informó de avistamientos de animales que coincidían con la descripción del tilacino, un marsupial australiano extinto, en "la región de Jayawijaya de Irian Jaya".